# Roy Harper
Roy Harper (Rusholme, 12 giugno 1941) è un cantautore inglese. Attivo dalla seconda metà degli anni '60, ha uno stile caratterizzato da lunghe digressioni strumentali, un originale uso della voce e testi spesso bizzarri.

## Biografia

### Primi anni
Dopo la prematura morte della madre, a pochi giorni di distanza dalla sua nascita, il padre e la matrigna si trasferiscono con lui a Blackpool; con la matrigna ebbe presto contrasti a causa della sua adesione al movimento religioso dei Testimoni di Geova. Il forte sentimento anti-religioso che maturò in questi anni costituirà uno dei temi costanti della sua produzione musicale. All'età di 10 anni cominciò a suonare musica skiffle insieme al fratello maggiore, David, e ebbe i primi contatti con la musica blues. Abbandonata la scuola all'età di 15 anni, entrò nella Royal Air Force. A causa della sua insofferenza per la rigida disciplina, arrivò ad una crisi nervosa che lo portò a subire la terapia elettroconvulsivante e, successivamente, il congedo. Harper vagabondò per l'Europa, guadagnandosi da vivere come artista di strada, fino al 1964, quando ritornò in Inghilterra e prese la residenza presso il famoso club folk Les Cousins, di Londra.

### Anni sessanta
Il suo primo album, Sophisticated Beggar, fu registrato nel 1966 dopo che fu notato e scritturato da una piccola etichetta indie, la Strike Records di Peter Richard. La casa discografica CBS Records si rese conto del suo potenziale ed incaricò il produttore Shel Talmy per curare la realizzazione dell'album Come Out Fighting Ghengis Smith, con la sua traccia Circle che dura ben 11 minuti, che segnò un ampliamento notevole della sua fama oltre il ristretto mondo della musica folk. All'epoca fece un certo scalpore la copertina dell'album, che rappresentava un bambino appena nato con il cordone ombelicale ancora presente.
L'album Folkjokeopus (1969) è il complemento del precedente lavoro, con la sua versione di McGooghan's Blues della durata di 15 minuti. Sin dal maggio del 1968, Harper aveva iniziato a partecipare con regolarità ad una serie di concerti gratuiti che si tenevano a Londra in Hyde Park. Ciò gli procurò un certo seguito di pubblico nella scena underground londinese. Il suo primo tour negli Stati Uniti seguì l'uscita di Flat Baroque and Berserk nel 1970, che vedeva la partecipazione di The Nice  nella traccia Hell's Angels. Il suono particolare di questo album fu realizzato collegando la chitarra acustica ad un pedale wah-wah. Inoltre questo lavoro segna l'inizio della collaborazione di Harper con la casa discografica Harvest Records.

### Anni settanta
Dopo il festival di Bath del 1970, i Led Zeppelin scrissero una canzone intitolata Hats Off to (Roy) Harper, che venne inserita nell'album Led Zeppelin III. Afferma Jimmy Page che il gruppo ammirava la fedeltà e la coerenza di Harper ai suoi principi, senza cedere alle pressioni delle case discografiche. L'apprezzamento reciproco del rispettivo lavoro portò Harper a partecipare frequentemente ai concerti dei Led Zeppelin. Infatti lungo il corso di tutta la decade vi furono collaborazioni reciproche: Harper contribuì all'album Physical Graffiti e comparì nel 1976 nel film The Song Remains the Same.
Nel 1971 apparve l'album, acclamato dalla critica, Stormcock, che vede la partecipazione di Jimmy Page alla chitarra (citato come "S. Flavius Mercurius") e con gli arrangiamenti orchestrali di David Bedford. Nel 1972 Harper debuttò come attore nel ruolo di Mike Preston al fianco di Carol White nel film di John Mackenzie, I profeti delle ore corte (Made). La colonna sonora venne pubblicata l'anno seguente con il titolo di Lifemask. Il successivo lavoro, Valentine, pubblicato il giorno di S.Valentino del 1974, vede ancora la collaborazione di Jimmy Page. In corrispondenza dell'uscita Harper tenne un concerto al Rainbow Theatre di Londra, a cui parteciparono Page, Bedford e Keith Moon. A breve fu pubblicato l'album dal vivo Flashes from the Archives of Oblivion.
Tra il 1975 ed il 1978 Harper trascorse lunghi periodi negli Stati Uniti d'America. L'uscita dell'album Wish You Were Here dei Pink Floyd nel 1975 vide Harper come voce solista in Have a Cigar. David Gilmour restituì il favore con una apparizione nel successivo album di Harper, HQ, accompagnato da un gruppo riunito per l'occasione chiamato "Trigger" (Chris Spedding alla chitarra, Dave Cochran al basso, e Bill Bruford alla batteria), e con la partecipazione di John Paul Jones dai Led Zeppelin. Il singolo When an Old Cricketer Leaves the Crease tratto da quest'album rimane fino ad oggi il suo miglior successo per numero di vendite. Harper scrisse in collaborazione con Gilmour la canzone Short and Sweet, che apparve nel primo album solista di quest'ultimo, pubblicato nel 1978.
Controversa fu la pubblicazione di Bullinamingvase nel 1977, a causa di un verso della canzone Watford Gap dove si criticava la qualità del cibo servito nella stazione di servizio che porta lo stesso nome. Harper fu costretto ad eliminarla dalle copie dell'album pubblicate nel Regno Unito, anche se nelle versioni in vendita negli Stati Uniti, ed anche in una successiva ristampa su CD, era presente. Su questo lavoro compare anche la canzone One of Those Days in England, che aveva come "backing vocals" Paul McCartney e Linda McCartney e che divenne una 'Top 40 hit'. Nell'aprile 1978 Harper cominciò a scrivere i testi del nuovo album dei Led Zeppelin insieme a Jimmy Page, ma il progetto venne abbandonato al rientro di Robert Plant dall'anno sabbatico che si era imposto dopo la morte del figlio Karac.
Tra il 1975 e il 1979, Harper spese una considerevole quantità di tempo negli Stati Uniti. Durante questo periodo Harper firmò con la Chrysalis Records, che pubblicò HQ con una copertina e un titolo differente (When an Old Cricketer Leaves the Crease). La Chrysalis considerò la foto originale di copertina di Harper, dove lui camminava sull'acqua, troppo offensiva per una distribuzione Americana. Harper non fu d'accordo, ma non aveva scelta. La Chrysalis cambiò inoltre il titolo del suo successivo album, Bullinamingvase, in One of Those Days in England. Nel 1979, la Chrysalis redistribuì i primi quattro album della Harvest Records, e solo uno di questi (Flat, Baroque and Berserk) fu precedentemente pubblicato in America.
Per molti degli anni settanta, Harper è stato gestito e prodotto dalla British manager e dal produttore Peter Jenner, che inizialmente lavorava per la Blackhill Enterprises. Secondo Jenner, "Harper è un magnifico scrittore di canzoni, ma un po' pazzo".

### Anni ottanta
Nel 1980, Harper cantò come "backing vocal" nella canzone Breathing, contenuta nell'album Never for Ever di Kate Bush.
L'album del 1982, Work of Heart, segnò la nascita della etichetta di Harper stesso insieme a Mark Thompson, chiamata Public Records. Durante tutto il 1984 Harper tenne una serie di concerti nel Regno Unito insieme a Jimmy Page, esibendosi con strumentazione acustica in vari festival folk. Insieme pubblicarono nel 1985 Whatever Happened to Jugula?. Il bassista Tony Franklin del gruppo di Harper più tardi si unì a Page nel gruppo The Firm.
Uno dei figli di Roy Harper, Nick, è un cantautore che occasionalmente collabora con il padre, e compare (come chitarrista) in parecchi album sin dal 1985.

### Anni novanta
Sin dal 1986 le apparizioni pubblica di Harper furono poco frequenti, anche se l'album del 1990 Once lo riportò ad un'altra serie di importanti collaborazioni (David Gilmour e Kate Bush).
Dopo la fine del suo matrimonio nel 1992, Harper compose l'album Death or Glory?. Nel 1995 cantò nell'album The Edges of Twilight dei The Tea Party, ed anche nella canzone Time presente nel loro CD multimedia del 1996, Alhambra. Nel 1998 Harper pubblicò The Dream Society, un "concept album" basato sulla sua vita, ed in particolar modo, la sua gioventù. Il cantante dei Jethro Tull, Ian Anderson collaborò, suonando il flauto, nella canzone These Fifty Years.

### Anni duemila
L'album del 2000, The Green Man è stato un lavoro completamente acustico, con l'aiuto di Jeff Martin dei The Tea Party alla chitarra ed altri strumenti.
Nel giugno 2001 Harper celebrò il suo sessantesimo compleanno con un concerto alla Royal Festival Hall di Londra, con la partecipazione di molti ospiti. Una registrazione del concerto fu pubblicata in un doppio CD.
Nel 2003, Harper ha pubblicato The Passions of Great Fortune, un libro in grande formato contenente i testi delle canzoni scritte fino a quel momento, corredate da numerose fotografie e commenti.
Nell'aprile 2005 pubblica il singolo The Death of God. Questa canzone di 13 minuti è una critica all'intervento armato in Iraq e vede la partecipazione del chitarrista Matt Churchill, che accompagna Harper anche nelle sue esibizioni dal vivo. Nel maggio 2005 pubblica Counter Culture, un doppio CD che raccoglie le canzoni di 35 anni di carriera.

### Anni duemiladieci
Il 23 settembre 2013, a tredici anni di distanza dal precedente album di inediti The Green Man, pubblica Man and Myth. In due brani dell'album Pete Townshend suona la chitarra.

## Riconoscimenti
Dopo una carriera lunga 40 anni, Harper è stato insignito del premio Mojo Hero Award dalla redazione della rivista Mojo il 16 giugno 2005 alla Porchester Hall. La cerimonia di premiazione è stata presentata dall'amico di lunga data Jimmy Page.

## Discografia

### Album in studio
- 1966 - Sophisticated Beggar
- 1968 - Come Out Fighting Ghengis Smith
- 1969 - Folkjokeopus
- 1970 - Flat Baroque and Berserk
- 1971 - Stormcock
- 1973 - Lifemask
- 1974 - Valentine
- 1975 - HQ
- 1977 - Bullinamingvase
- 1980 - The Unknown Soldier
- 1982 - Work of Heart
- 1984 - Born in Captivity
- 1985 - Whatever Happened to Jugula?
- 1988 - Descendants of Smith
- 1988 - Loony on the Bus
- 1990 - Once
- 1992 - Death or Glory?
- 1994 - Commercial Breaks
- 1998 - The Dream Society
- 2000 - The Green Man
- 2013 - Man and Myth

### Album dal vivo
- 1974 - Flashes From The Archives Of Oblivion
- 1986 - In Between Every Line
- 1992 - Born in Captivity II
- 1993 - Unhinged
- 1996 - Live At Les Cousins
- 1997 - The BBC Tapes - Volume I
- 1997 - The BBC Tapes - Volume II
- 1997 - The BBC Tapes - Volume III
- 1999 - The BBC Tapes - Volume IV
- 1997 - The BBC Tapes - Volume V
- 1997 - The BBC Tapes - Volume VI
- 2001 - Royal Festival Hall Live - June 10th 2001

### Raccolte
- 1978 - Harper 1970-1975
- 1994 - Death or Glory?
- 1994 - An Introduction to .....
- 1997 - Song of the Ages
- 1997 - Poems, Speeches, Thoughts and Doodles
- 2001 - Hats Off
- 2001 - East of the Sun
- 2002 - Today Is Yesterday
- 2005 - Counter Culture

### Colonne sonore
- 1973 - Lifemask

### Collaborazioni
- 1985 - Whatever Happened to Jugula?
- 1975 - Have a Cigar, in Wish You Were Here

### Singoli / EP
- 1966 - Take Me Into Your Eyes / Pretty Baby
- 1967 - Midspring Dithering / Zengem
- 1968 - Life Goes By / Nobody's Got Any Money in the Summer
- 1972 - Bank of the Dead / Little Lady
- 1974 - (Don't You Think We're) Forever / Male Chauvinist Pig Blues
- 1974 - Home (Live) / Home (Studio)
- 1975 - When an Old Cricketer Leaves the Crease / Hallucinating Light (live)
- 1975 - Grown-Ups Are Just Silly Children / Referendum (Legend)
- 1977 - One of Those Days in England / Watford Gap
- 1977 - One of Those Days in England / Watford Gap [DEU]
- 1977 - Sail Away / Cherishing the Lonesome
- 1978 - When an Old Cricketer Leaves the Crease / Home (studio)
- 1980 - Playing Games / First Thing in the Morning
- 1980 - Short and Sweet / Water Sports / The Unknown Soldier
- 1982 - No-One Ever Gets Out Alive / Casualty (live - Glastonbury 1982)
- 1983 - I Still Care / Goodbye Ladybird (acustico)
- 1985 - Elizabeth / Advertisement / I Hate the White Man (live)
- 1988 - Laughing Inside
- 1990 - Burn the World (Studio & Live 2 track CD)
- 1992 - The Methane Zone
- 2005 - The Death of God

## Videografia
- 1986 - Live in your Living Room
- 1990 - Once
- 2006 - Beyond the Door

## Filmografia
- 1972 - I profeti delle ore corte (Made)
- 1976 - The Song Remains the Same